# 北奧芬索縣
北奧芬索縣（英語：Offinso North District）為迦納阿散蒂大區轄下的一縣。其區域面積955.9平方公里，2021年人口83,440人。阿庫馬丹（Akumadan）為該縣的首府。
1988年設立之初稱奧芬索縣（Offinso District），2008年2月29日，原縣北部區域由時任迦納總統約翰·阿吉耶庫姆·庫福爾之政令中分出新設北奧芬索縣，其餘部分則升格為市級區，並更名為奧芬索區。

## 外部連結
- . Statoids.
- GhanaDistricts.com